# Мирослав Григоров
Мирослав Григоров е български футболист, вратар, от февруари 2015 година е състезател на ФК Сливнишки герой (Сливница).

## Биография
Мирослав Григоров е роден на 16 януари 1982 година в град Разград.